# Клеман Дюваль
Клеман Дюваль (фр. Clément Duval; 11 березня 1850 — 29 березня 1935) — французький анархіст. Його ідеї «індивідуального відшкодування» вплинули на формування ілегалізмів.
Дюваль служив в п'ятому батальйоні піхоти під час франко-пруської війни, де отримав порарнення, а в лікарні заразився віспою. В результаті він провів в лікарні чотири роки, після чого, втративши можливість працювати, був змушений красти. Під час тюремного ув'язнення через крадіжку 80 франків, Дюваль приєднався до анархістської угруповання «Пантери Батіньоля». 25 жовтня 1886 року Дюваль увірвавя в особняк паризького вельможі, вкрав 15 000 франків і випадково підпалив будинок. Його спіймали через 2 тижні, при спробі збути крадене. Під час арешту Дювалю вдалося важко поранити поліцейського, який вижив.
Суд над Дювалем перетворився в справжню демонстрацію його прихильників і закінчився заворушеннями, під час яких конвойований від будівлі суду Дюваль кричав «Хай живе анархія!». Його засудили до гільйотинування, яке пізніше було замінено каторжними роботами на острові Диявола у Французькій Гвіані.
14 років Дюваль провів в ув'язненні, зробивши понад 20 спроб втечі, одна з яких в квітні 1901 року увінчалася успіхом. Дюваль дістався до Нью-Йорка, де дожив до 85 років. У 1929 році він написав книгу про роки свого ув'язнення під назвою «Revolte» («Заколот»).